# 6-та повітрянодесантна дивізія (Велика Британія)
6-та пові́трянодеса́нтна диві́зія а́рмії Великої Британії (англ. 6th Airborne Division (United Kingdom) — військове з'єднання повітрянодесантних військ Великої Британії. Заснована 3 травня 1943 року. Брала активну участь у Другій світовій війні.

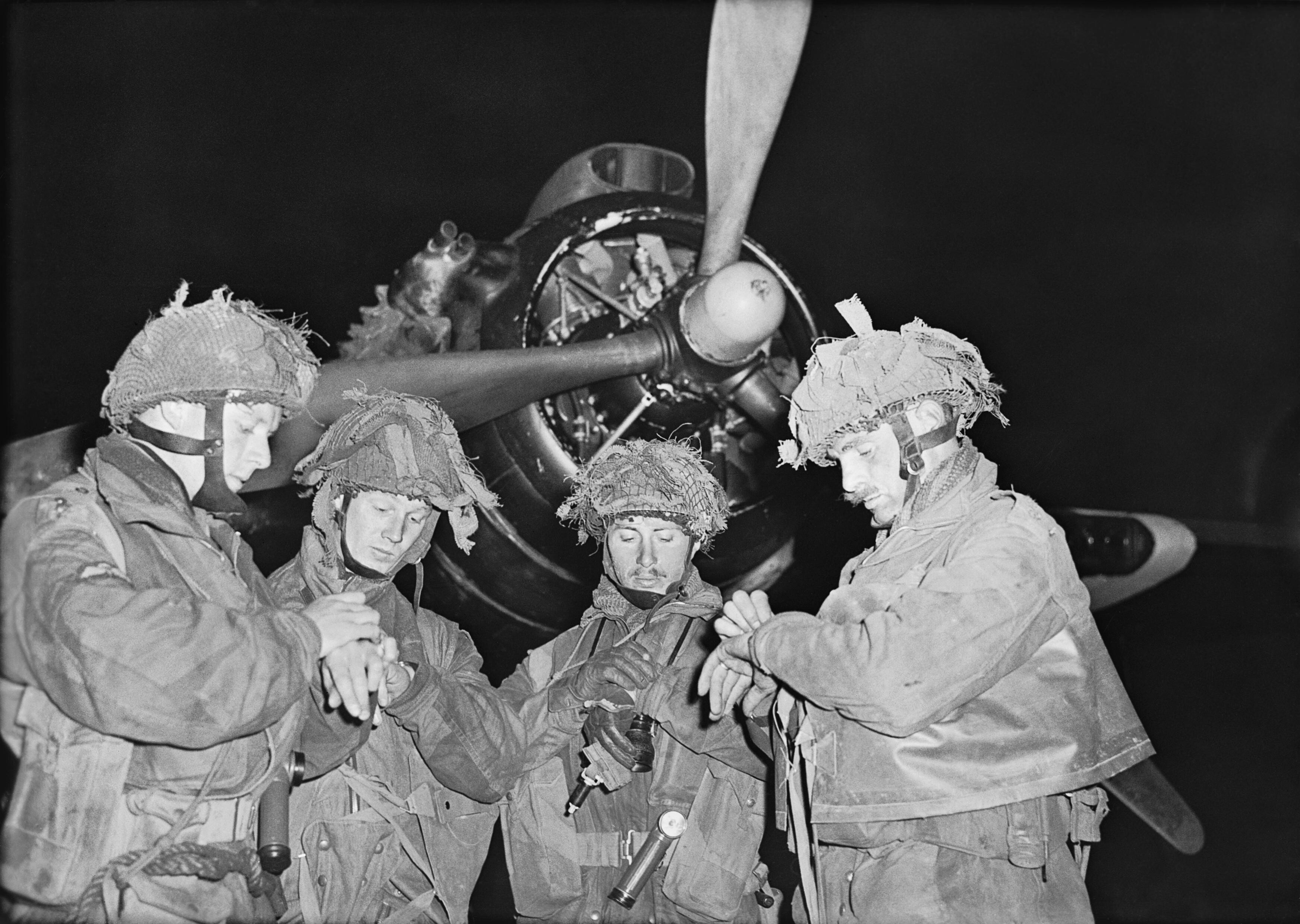
Десантники 6-ї дивізії Великої Британії синхронізують годинники перед десантуванням в Нормандію. На фоні двигун десантного літака Armstrong Whitworth Albemarle. 5 червня 1944